# L (album Liroya)
L – drugi album studyjny polskiego rapera Liroya. Wydawnictwo ukazało się 6 czerwca 1997 roku nakładem wytwórni muzycznej BMG Ariola Poland.
Nagrania były promowane singlami „Dawno, dawno temu...” i „Skaczcie do góry”.
W 1997 roku album został wyróżniony nagrodą polskiego przemysłu fonograficznego Fryderykiem w kategorii „najlepszy album rap/hip-hop”.
Płyta uzyskała certyfikat złotej.

## Lista utworów
Opracowano na podstawie materiału źródłowego.
Album
1. „O.R.T.N.I. Cy cooś!” – 1:07
2. „Escape From NY” – 4:27
3. „Skaczcie do góry” – 3:41
4. „Sady (dzieciństwo)” – 0:13
5. „Pocieszki” – 3:40
6. „Dlaczego Kielce?” – 0:28
7. „Jaki ojciec taki syn?” – 3:42
8. „Cartoon Killa” – 2:59
9. „Artur – prolog” – 1:16
10. „Teksty moje” – 0:18
11. „Chcesz opowiem Ci bajeczkę” – 3:24
12. „Daleko zaszło” – 4:20
13. „Sk18 Polska” – 3:11
14. „Czym rapp...” – 0:48
15. „Mano-a-mano” – 4:13
16. „Skaczcie do góry... (Remix)” – 3:35
17. „Mnie to wali” – 0:06
18. „Grabarz cz. 2” – 2:36
19. „Taxi” – 2:09
20. „(Eju)-Hc-Skiaz” – 0:55
21. „Kajacapella” – 0:12
22. „Apokalipsa” – 5:44
23. „Mika” – 2:55
24. „Terapeuta” – 1:18
25. „Artur – epilog” – 1:25
26. „Jestem tym typem...” – 0:47
27. „Teritorium” – 1:31
28. „Tekturowe postaci” – 0:26
29. „Bafangool-mental” – 3:58
30. „O.R.T.U.O. – Cy cooś!” – 2:32

Single
| Dawno, dawno temu... |
| --- |
| 1. „Chcesz opowiem Ci bajeczkę” – J.Belle Cutz Remix – 2:43 2. „Chcesz opowiem Ci bajeczkę” – J.Belle Cutz – Mental – 2:44 3. „Chcesz opowiem Ci bajeczkę” – Album – 3:35 4. „Chcesz opowiem Ci bajeczkę” – Album Mental – 3:36 5. „Chcesz opowiem Ci bajeczkę” – Com – Press Flava Remix – 2:44 6. „Chcesz opowiem Ci bajeczkę” – Com – Press Flava Mental – 2:44 7. „Daleko zaszło” – Album – 4:23 8. „Daleko zaszło” – Album Mental – 4:23 9. „Daleko zaszło” – Prawda... Remix – 3:25 10. „Daleko zaszło” – Prawda... Mental – 3:26 11. „Daleko zaszło” – Whistle On Ya Remix – 3:52 12. „Daleko zaszło” – Whistle On Ya Mental – 3:52 |

| Skaczcie do góry |
| --- |
| 1. „Skaczcie do góry” (Original Mix) – 3:45 2. „Skaczcie do góry” (Radio Remix) – 3:40 3. „Skaczcie do góry” (Original Radio Video Edit) – 3:45 4. „Skaczcie do góry” (Mental Radio Remix) – 3:40 5. „Skaczcie do góry” (Mental Original Mix) – 3:42 |